# Edmond, Oklahoma
Edmond là một thành phố tại tiểu bang Oklahoma, Hoa Kỳ. Thành phố có diện tích km2, dân số theo điều tra dân số năm 2010 của Cục điều tra dân số Hoa Kỳ, thành phố có dân số người.
Edmond là thuộc quận Oklahoma và một phần của vùng đô thị thành phố Oklahoma ở trung bộ của tiểu bang. Như năm 2009, dân số là 81.093, làm cho nó là thành phố lớn thứ 6 ở tiểu bang Oklahoma.
Các giới hạn thành phố nằm trên biên giới phía bắc của thành phố Oklahoma. Hai đường cao tốc chính nối trung tâm thành phố Edmond đến thành phố Oklahoma: US Route 77 (Extension Broadway), chạy qua trung tâm của Edmond, và 35 liên tiểu bang, chạy dọc theo phía đông. Giao thông công cộng được cung cấp bởi dịch vụ xe buýt CityLink Edmond.
Edmond đã được liệt kê như là một trong "100 điểm để sống trong năm 2007" của RelocateAmerica..